# Bărcănești (okręg Neamț)
Bărcănești – wieś w Rumunii, w okręgu Neamț, w gminie Cândești. W 2011 roku liczyła 509 mieszkańców.